# Meio poroso
Um meio ou material poroso é um material contendo poros (vazios ou espaços ditos ocos). A porção esquelética do material é frequentemente chamada "matriz" ou "estrutura". Os poros são tipicamente preenchidos com um fluido (líquido ou gás). O material esquelético é normalmente um sólido, mas estruturas como espumas são frequentemente analisadas usando-se conceitos de meios porosos.
Um meio poroso é mais frequentemente caracterizado por sua porosidade. Outras propriedades do meio (e.g., permeabilidade, resistência à tração, condutividade elétrica) às vezes podem ser derivadas a partir das propriedades dos seus respectivos constituintes (matriz sólida e fluido) e a porosidade média e poros na estrutura, mas tal derivação é geralmente complexa. Mesmo o conceito de porosidade é apenas simples e direta para um meio poroelástico.
Muitas vezes, tanto a matriz sólida e rede de poros (também conhecida como espaço de poros ou poroso) são contínuos, de modo a formar dois contínuos interpenetrantes, como em uma esponja. No entanto, há também um conceito de porosidade fechada e porosidade efetiva, i.e., o espaço poroso acessível ao fluxo.
Muitas substâncias naturais tais como rochas, solos, zeólitos, tecidos biológicoss (e.g. ossos, madeira, cortiça), e muitos materiais produzidos pelo homem tais como cimentos, concretos e cerâmicas podem ser considerados como meios porosos. Muitas de suas propriedade importantes podem ser racionalizadas por considerá-los ser meios porosos.
O conceito de meio poroso é usado em muitas áreas de ciência aplicada e engenharia: filtração, mecânica (acústica, geomecânica, mecânica dos solos, mecânica das rochas), engenharia (engenharia de petróleo, biorremediação, engenharia civil), geociências (hidrogeologia, geologia do petróleo,
geofísica), biologia e biofísica, ciência dos materiais, etc. Fluxo fluido através de meios porosos é um assunto de grande interesse e tem emergido como um campo separado de estudo. O estudo do comportamento mais geral de meios porosos envolvendo deformação da estrutura sólida é chamado poromecânica.

## Modelos de estrutura de poros
Existem muitos modelos idealizados de estruturas porosas. Eles podem ser amplamente divididos em três categorias: